# Saison 2022 de l'équipe cycliste Canyon-SRAM Racing
La Saison 2022 de l'équipe Canyon-SRAM Racing est la vingtième-et-unième de la formation si on considère que la structure remonte à la T-Mobile de 2002. L'effectif est partiellement renouvelé. Soraya Paladin, Pauliena Rooijakkers, Sarah Roy et Shari Bossuyt rejoignent l'équipe, tandis que  Hannah Barnes, Alexis Ryan, Omer Shapira et Hannah Ludwig font le chemin inverse.
Katarzyna Niewiadoma commence la saison par une quatrième place aux Strade Bianche. Elle est cinquième de l'Amstel Gold Race, troisième du Women's Tour et surtout troisième du Tour de France. Parmi les meilleures au championnat du monde, elle finit huitième. Elise Chabbey est troisième d'À travers les Flandres, puis quatrième de Paris-Roubaix. Elle se classe sixième du Grand Prix de Plouay après avoir été très active. Pauliena Rooijakkers est deuxième du Tour du Pays basque et troisième du Tour de Suisse. Elle rapporte également l'unique victoire sur route de l'équipe de la saison à la Durango-Durango Emakumeen Saria. Sur piste, Shari Bossuyt remporte le championnat du monde de la course à l'américaine. Soraya Paladin est troisième du Trofeo Alfredo Binda-Comune di Cittiglio. Katarzyna Niewiadoma est treizième du classement UCI et onzième du World Tour. Canyon-SRAM est sixième des deux classements par équipes.

## Préparation de la saison

### Partenaires et matériel de l'équipe
Le partenaire principal de l'équipe est la marque de cycles Canyon. Le groupe équipant les vélos est fourni par SRAM. La marque Rapha fournit l'habillement.

### Arrivées et départs
L'effectif est partiellement renouvelé. La puncheuse italienne Soraya Paladin est recrutée, tout comme la grimpeuse Pauliena Rooijakkers. La sprinteuse Sarah Roy rejoint également l'équipe tout comme la jeune Belge Shari Bossuyt.
Au niveau des départs, les sprinteuses Hannah Barnes et Alexis Ryan partent, tout comme la grimpeuse Omer Shapira et la spécialiste du contre-la-montre Hannah Ludwig.
| Arrivées             | Équipe 2021  |
| -------------------- | ------------ |
| Shari Bossuyt        | NXTG         |
| Soraya Paladin       | Liv Racing   |
| Pauliena Rooijakkers | Liv Racing   |
| Sarah Roy            | BikeExchange |

| Départs       | Équipe 2022            |
| ------------- | ---------------------- |
| Hannah Barnes | Uno-X                  |
| Hannah Ludwig | Uno-X                  |
| Alexis Ryan   |                        |
| Omer Shapira  | EF Education-Tibco-SVB |

### Effectifs
| Effectif 2022            | Effectif 2022     | Effectif 2022    | Effectif 2022                               |
| Cycliste                 | Date de naissance | Pays             | Équipe précédente                           |
| ------------------------ | ----------------- | ---------------- | ------------------------------------------- |
| Alena Amialiusik         | 6 février 1989    | Biélorussie      | Astana BePink Womens (2014)                 |
| Alice Barnes             | 17 juillet 1995   | Royaume-Uni      | Drops (2017)                                |
| Shari Bossuyt            | 5 septembre 2000  | Belgique         | NXTG Racing (2021)                          |
| Neve Bradbury            | 11 avril 2002     | Australie        |                                             |
| Elise Chabbey            | 24 avril 1993     | Suisse           | Équipe cycliste Paule Ka (2020)             |
| Tiffany Cromwell         | 6 juillet 1988    | Australie        | Orica-AIS (2013)                            |
| Chloé Dygert             | 1 janvier 1997    | États-Unis       | Sho-Air Twenty20 (2020)                     |
| Ella Harris              | 18 juillet 1998   | Nouvelle-Zélande | Mike Greer Homes Womens Cycling Team (2018) |
| Lisa Klein               | 15 juillet 1996   | Allemagne        | Cervélo Bigla (2017)                        |
| Katarzyna Niewiadoma     | 29 septembre 1994 | Pologne          | WM3 (2017)                                  |
| Soraya Paladin           | 4 mai 1993        | Italie           | Liv Racing (2021)                           |
| Pauliena Rooijakkers     | 12 mai 1993       | Pays-Bas         | Liv Racing (2021)                           |
| Sarah Roy                | 27 février 1986   | Australie        | Team BikeExchange (2021)                    |
| Maud Oudeman             | 29 septembre 2003 | Pays-Bas         |                                             |
|                          |                   |                  |                                             |
| Source : ProCyclingStats |                   |                  |                                             |

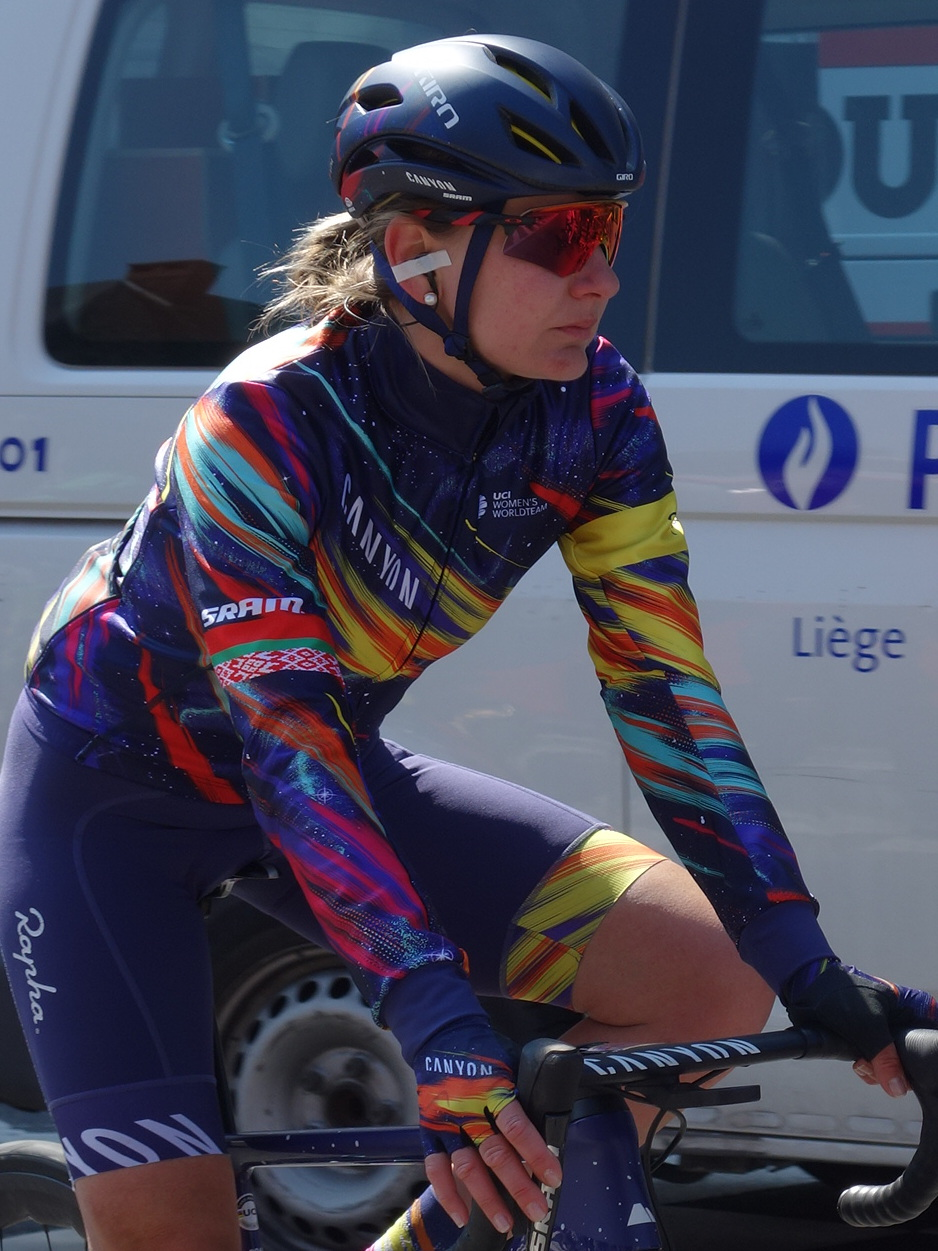
Alena Amialiusik en 2021
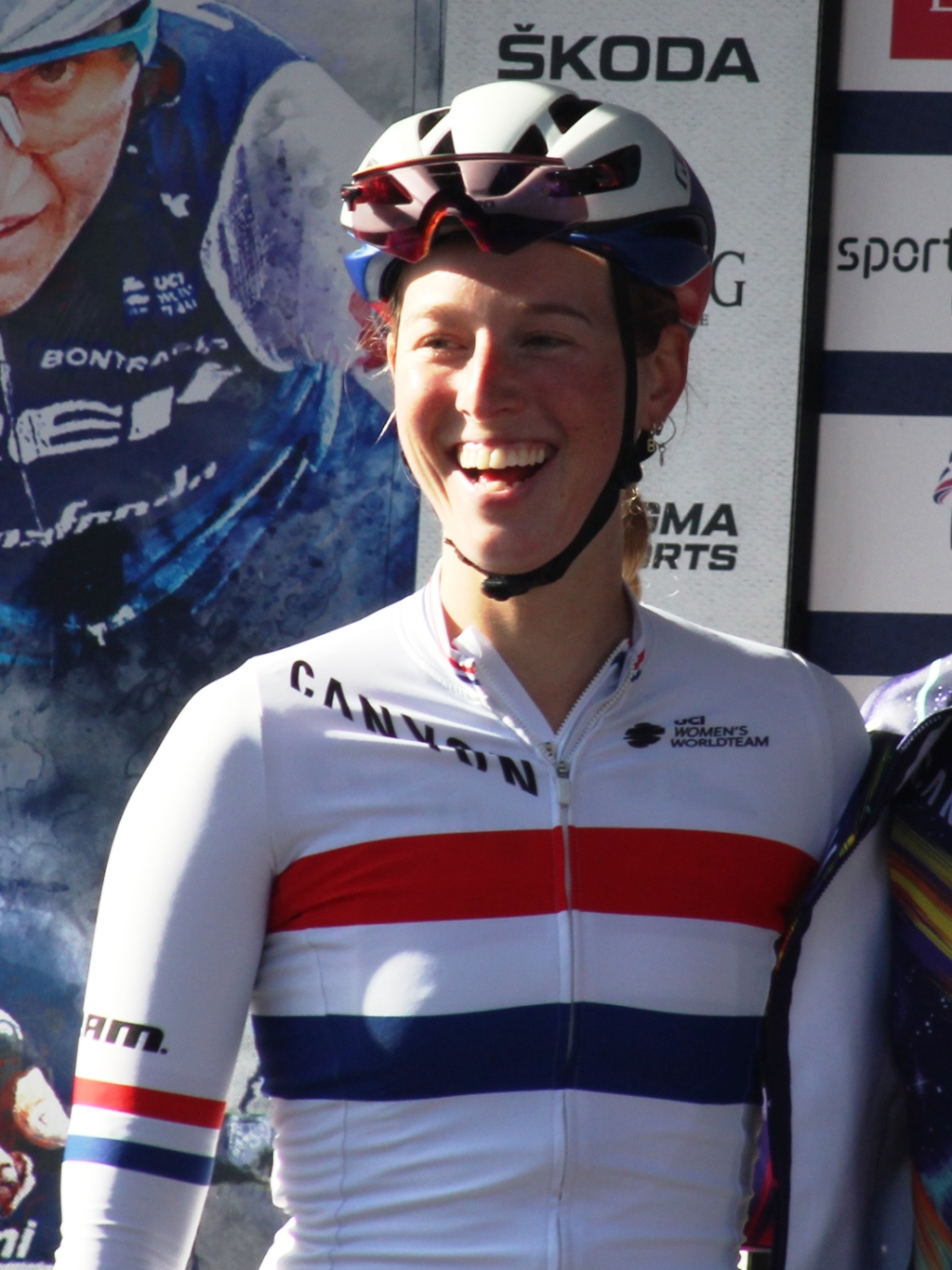
Alice Barnes en 2021
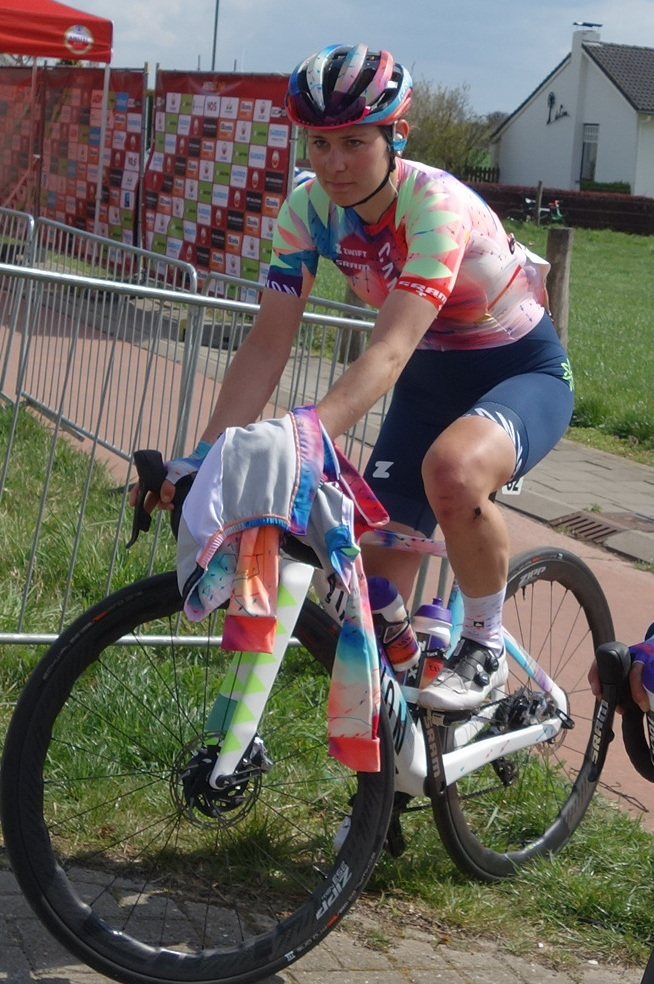
Elise Chabbey
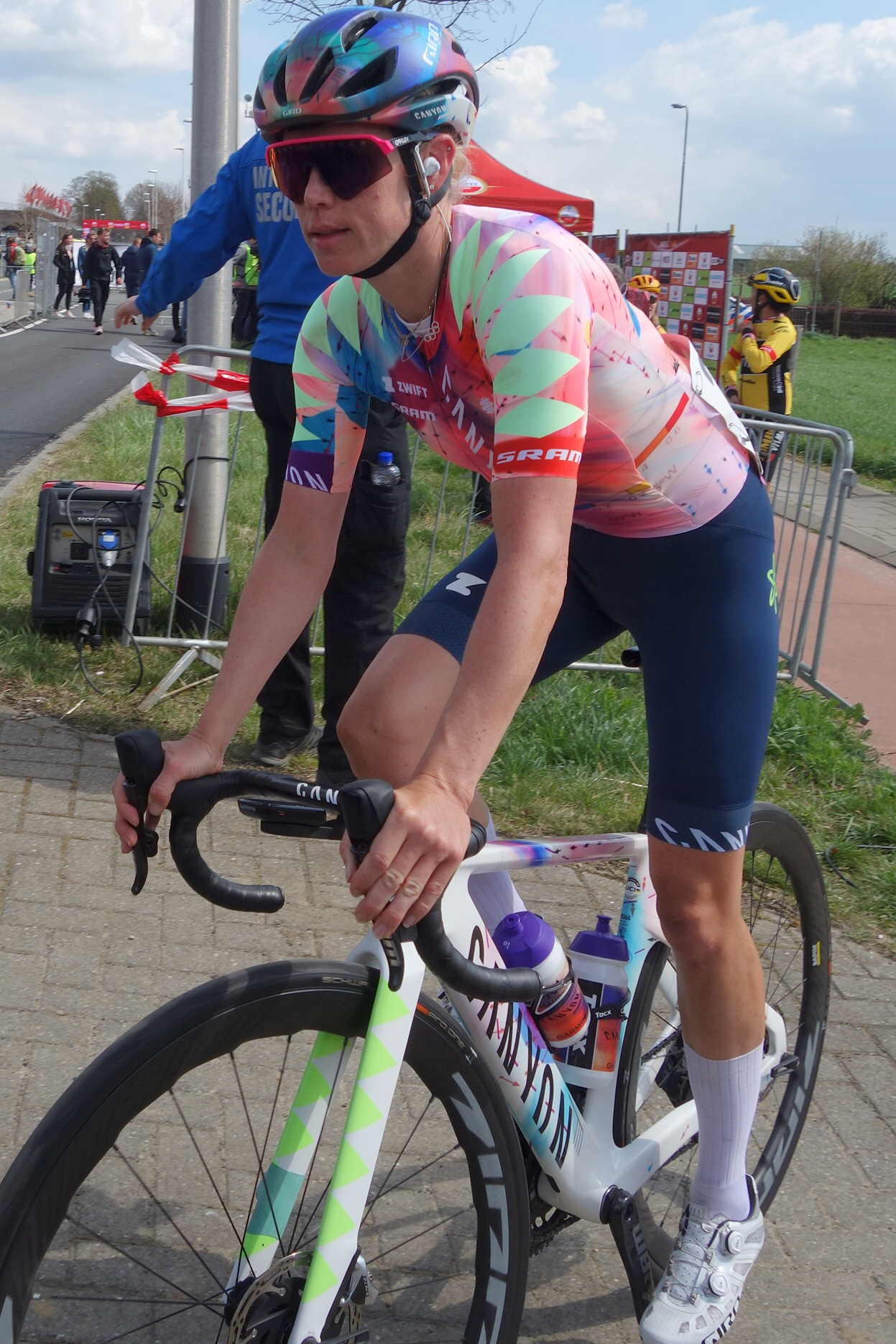
Tiffany Cromwell
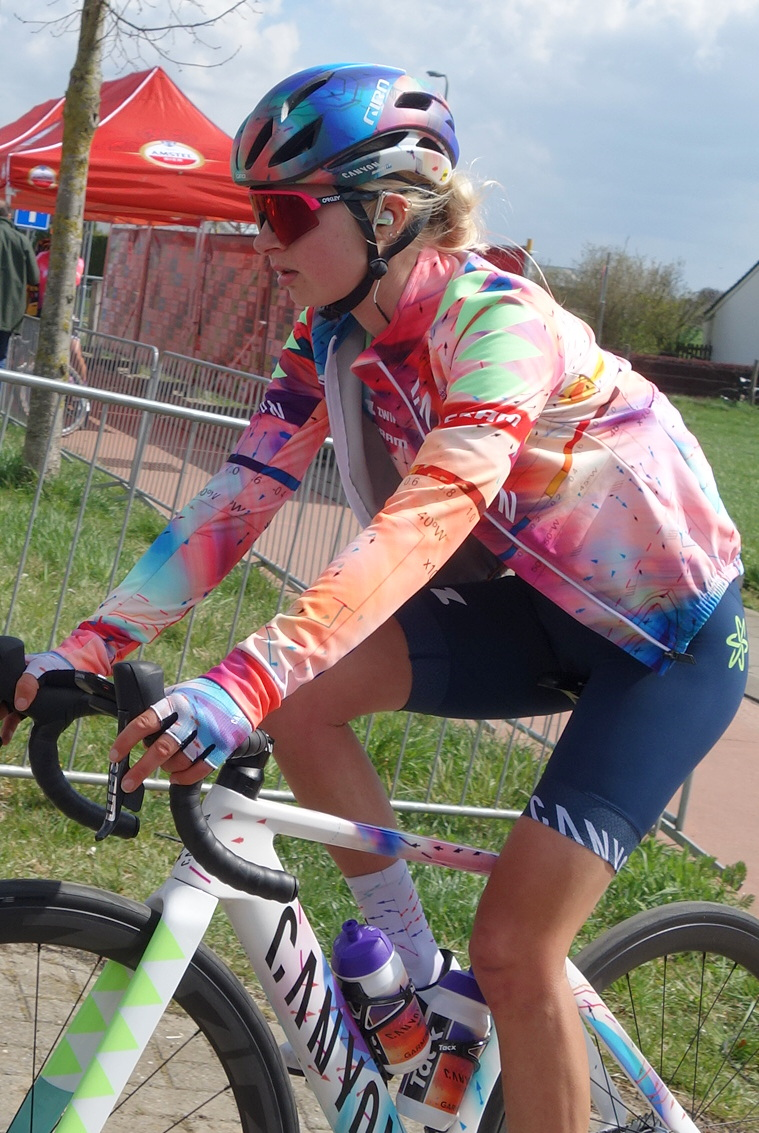
Mikayla Harvey
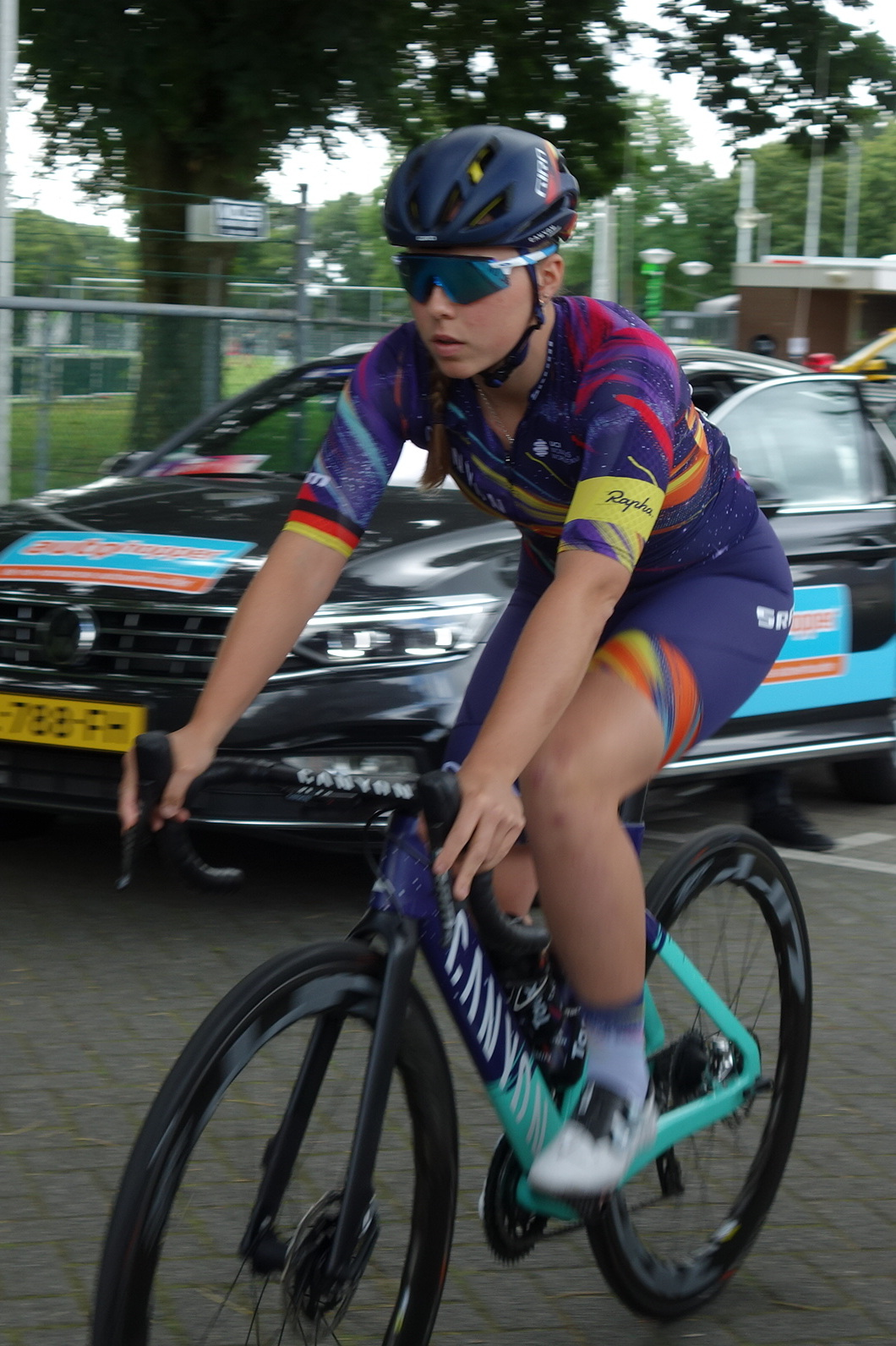
Lisa Klein en 2021
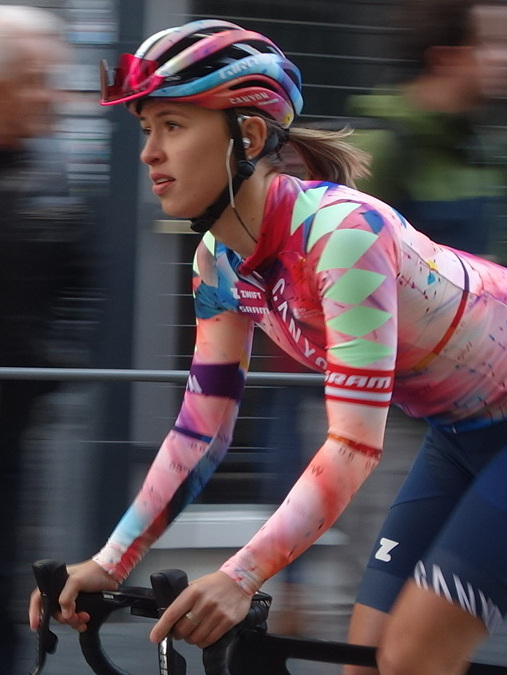
Katarzyna Niewiadoma
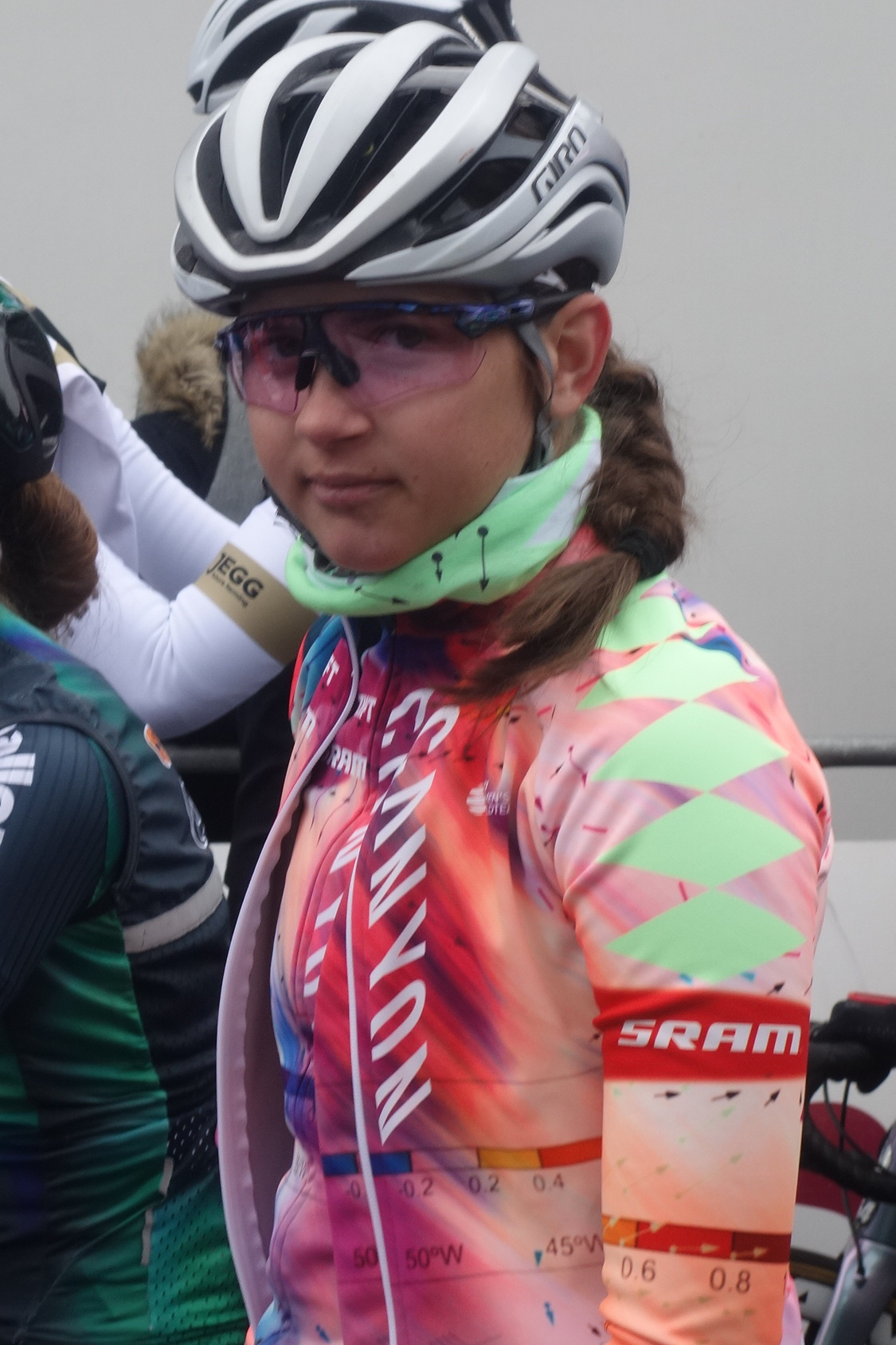
Maud Oudeman
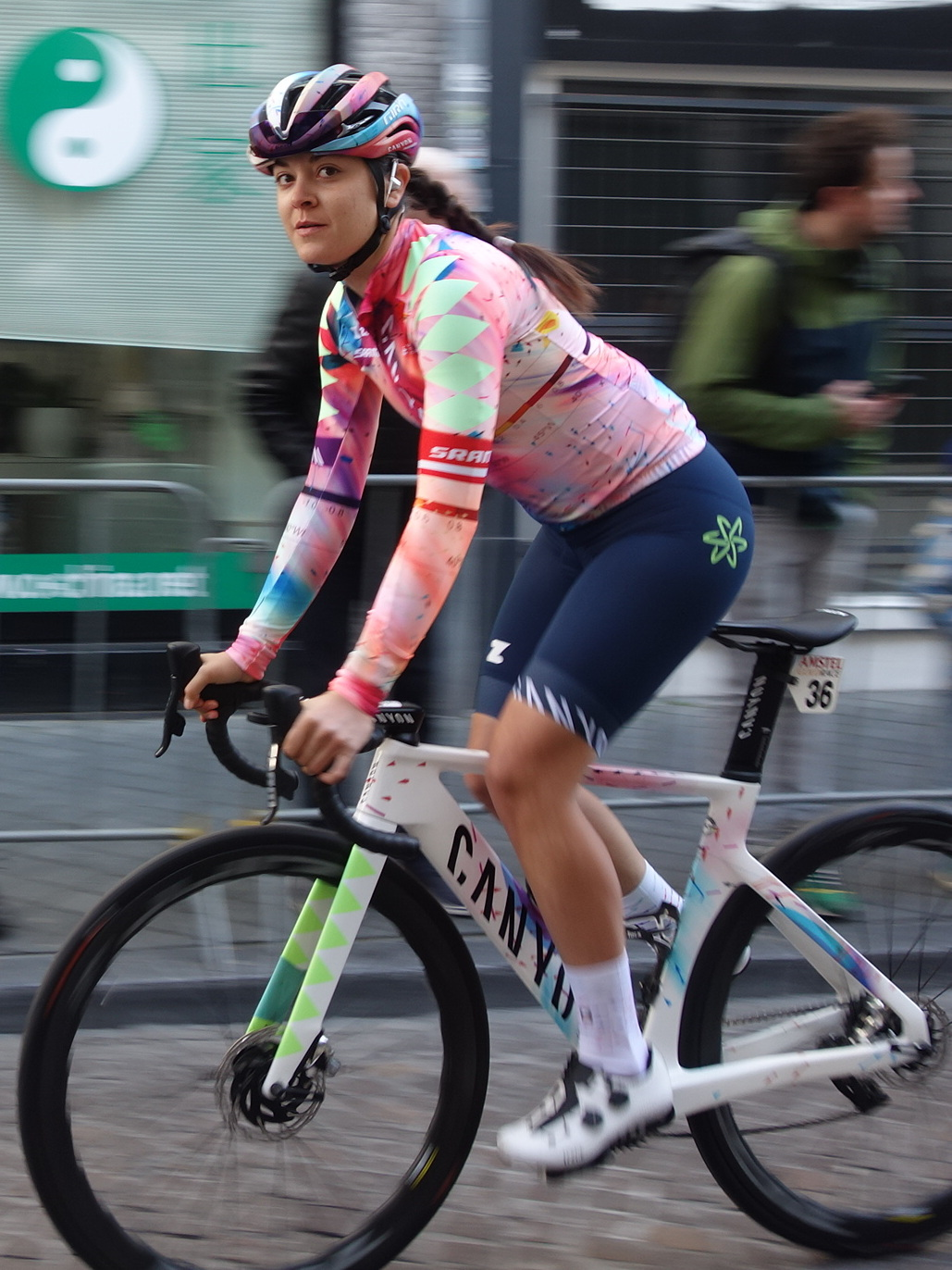
Soraya Paladin
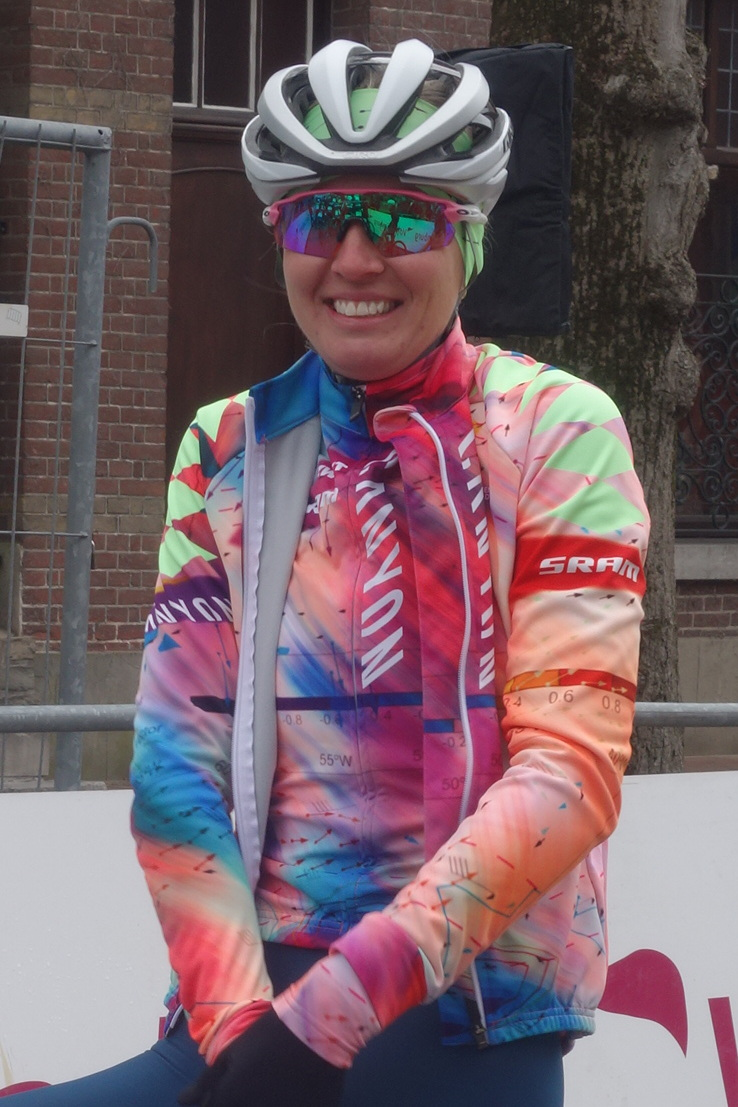
Pauliena Rooijakkers

### Encadrement
Ronny Lauke est à la directeur général et directeur sportif de l'équipe, poste qu'il occupe depuis 2008. Beth Duryea est directrice sportive adjointe avec Lars Teutenberg et Jörg Werner.

## Déroulement de la saison

### Mars

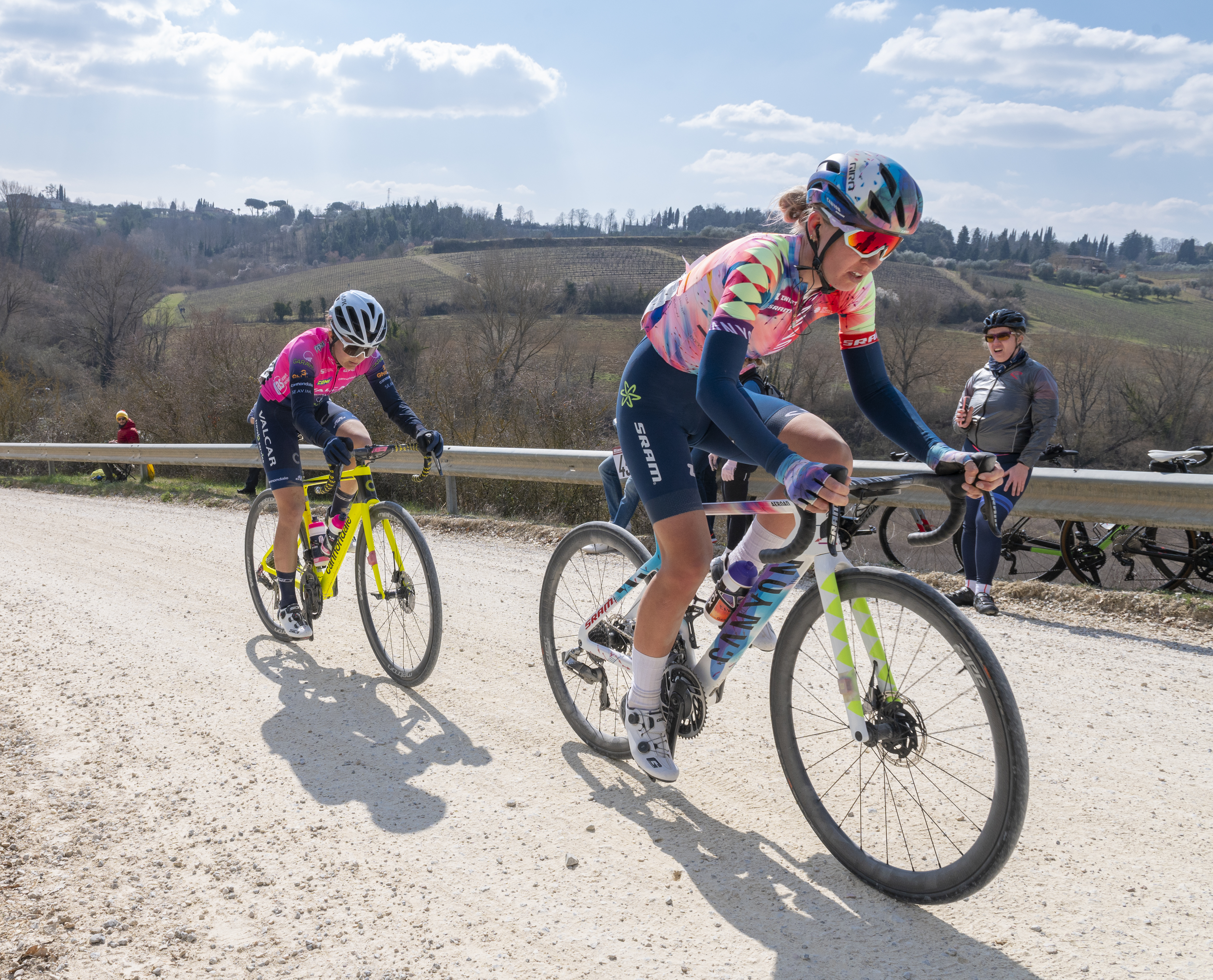
Pauliena Rooijakkers aux Strade Bianche

Aux Strade Bianche, Alena Amialiusik tente une attaque à mi-course. Katarzyna Niewiadoma se classe quatrième. En parallèle, au Bloeizone Fryslân Tour, Alice Barnes est troisième du sprint de la deuxième étape et quatrième le lendemain. Elle est cinquième du classement général final. Au Tour de Drenthe, elle est sixième du sprint.
Au Trofeo Alfredo Binda-Comune di Cittiglio, dans la côte d'Orino, Mikayla Harvey sort. Un regroupement général a néanmoins lieu avant la fin du tour. Plus tard, dans la descente d'Orino, Elisa Longo Borghini et Elise Chabbey rentrent sur Cecilie Uttrup Ludwig. Ce trio revient sur Marlen Reusser avant la ligne d'arrivée et compte alors dix-neuf secondes d'avance. Elles sont reprises dans Casale à la suite de la mauvaise coopération. À dix kilomètres de l'arrivée, Cavalli passe à l'offensive. Elle est suivie entre autres par Alena Amialiusik. Elisa Longo Borghini ramène le peloton. La course se conclut au sprint, Soraya Paladin prend la troisième place.
À Classic Bruges-La Panne, Alice Barnes prend la huitième place du sprint. À Gand-Wevelgem, à soixante-cinq kilomètres de l'arrivée, entre le Baneberg et le Monteberg, Lotte Kopecky, Katarzyna Niewiadoma, Anna Henderson et Liane Lippert s'échappent. Après le mont Kemmel, elles sont rejointes par Marta Cavalli, Marlen Reusser et  Coryn Labecki. Un regroupement général a lieu à quarante-quatre kilomètres du but. Dans la partie menant à Wevelgem, SD Worx multiplie les attaques, avec Blaak, Reusser et Elena Cecchini. Le peloton reste néanmoins très vigilant. La course se conclut au sprint sans Canyon-SRAM dans le top 10. Sur À travers les Flandres, Shari Bossuyt fait partie de l'échappée. Elle est rapidement reprise. Elise Chabbey est troisième du sprint.

### Avril

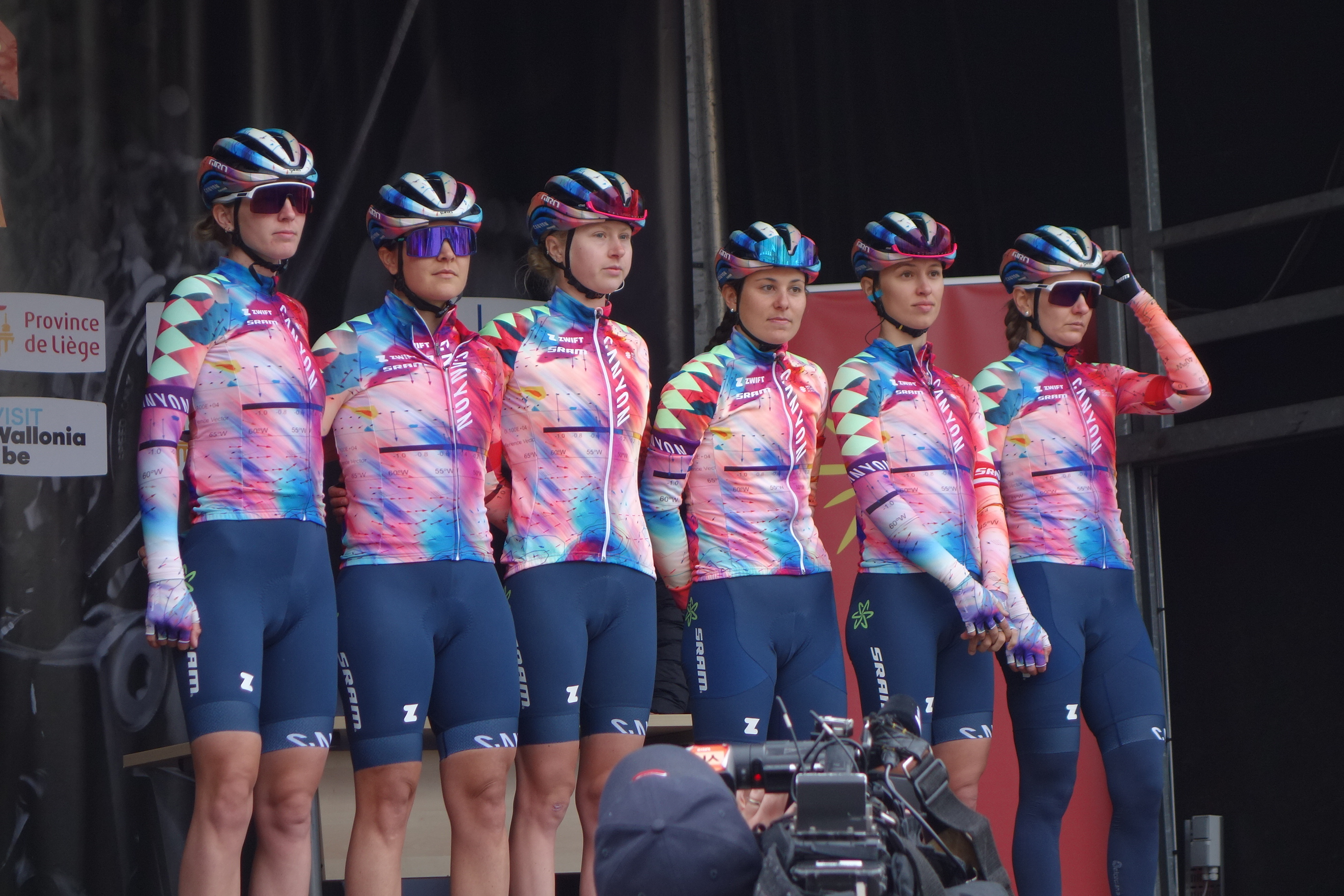
Équipe à la Flèche wallonne

Au Tour des Flandres, dans le Taaienberg, à trente-six kilomètres de l'arrivée, Maike van der Duin part seule à l'avant. Trois kilomètres plus loin, un groupe de poursuite se forme avec Katarzyna Niewiadoma. Dans le Kruisberg, Van Vleuten part et emmène avec elle trois autres coureuses. Niewiadoma et Sierra sont plus loin. Ces différents groupes fusionnent avec le Paterberg. Dans le final, Lotte Kopecky, Van Vleuten et Chantal Blaak s'échappent et ne sont plus reprises. Katarzyna Niewiadoma prend la huitième place. À l'Amstel Gold Race, à quatre-vingt-cinq kilomètres de l'arrivée, Anna Henderson et Pauliena Rooijakkers sortent. Elles emmènent avec elles huit autres favorites. À soixante-huit kilomètres de la ligne, dans le Keutenberg, Van Vleuten, Niewiadoma et Vollering s'extraient de ce groupe.Dans la deuxième ascension du Cauberg, un regroupement général a lieu. À trente-trois kilomètres du but, Pauliena Rooijakkers ressort. Elle est rapidement rejointe par Amanda Spratt et Arlenis Sierra. Les échappées sont reprises à dix kilomètres de l'arrivée. Tout se joue dans le final, Niewiadoma ne peut suivre Annemiek van Vleuten et Liane Lippert dans celui-ci, mais elle revient avec d'autres coureuses sur le replat. Elle est cinquième.

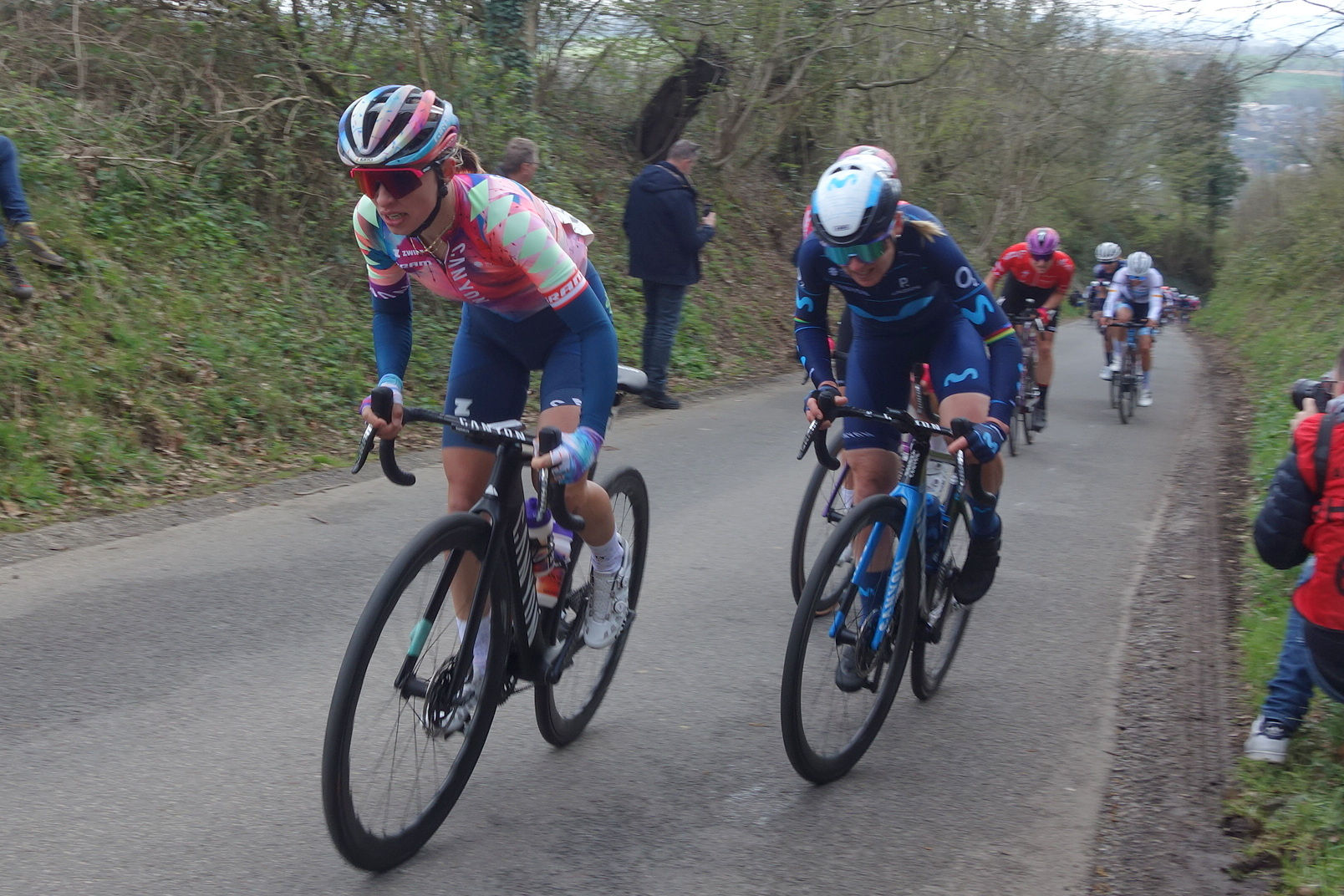
Katarzyna Niewiadoma à l'Amstel Gold Race

À la Flèche brabançonne, à trente kilomètres du but, Demi Vollering produit une accélération violente. Elle est suivie par Pauliena Rooijakkers. Aux dix kilomètres, Vollering attaque dans la Moskesstraat et distance Rooijakkers. Cette dernière est reprise et c'est Katarzyna Niewiadoma qui prend la deuxième place derrière Vollering.
Sur Paris-Roubaix, entre les deux secteurs de Templeuve, Elisa Longo Borghini accélère emmenant avec elle Elena Cecchini et Emma Norsgaard. Dans le second secteur, elle les distance. Cecchini et Norsgaard sont reprises. Elise Chabbey se maintient dans le groupe de poursuite jusqu'au bout et prend la quatrième place. À la Flèche wallonne, Alena Amialiusik et Elise Chabbey font partie de l'échappée. Elle est reprise dans le final. Dans le mur, Pauliena Rooijakkers se classe onzième. À Liège-Bastogne-Liège, Soraya Paladin est dans l'échappée. À un kilomètre du sommet de la côte de la Redoute, Annemiek van Vleuten attaque. Seule Marlen Reussler peut la suivre. Cette dernière ne prend pas de relais. Van Vleuten se relève et un groupe de favorite se reforme. Pauliena Rooijakkers passe à l'offensive, mais Moolman-Pasio ne la laisse pas partir. Dans la Roche-aux-faucons, Van Vleuten attaque de nouveau et double l'Australienne. Katarzyna Niewiadoma est neuvième.

### Mai
Au Tour du Pays basque, dans la dernière difficulté du jour, Elise Chabbey attaque. Dans la descente, Ashleigh Moolman-Pasio, Demi Vollering et Lucinda Brand reviennent sur la Suissesse. Elles sont reprises à seize kilomètres de l'arrivée et Kristen Faulkner contre. Demi Vollering et Pauliena Rooijakkers la rejoignent. Elles ne sont plus reprises. Rooijakkers lance le sprint, mais Vollering s'impose. Le lendemain, dans la montée de la Karabieta, les favorites se livrent une bataille. Rooijakkers place une attaque sous la flamme rouge, mais Vollering est vigilance. Cette dernière s'impose au sprint, Rooijakkers est quatrième. Sur l'ultime étape, Rooijakkers finit dans le groupe de poursuite derrière Vollering. Elle est deuxième du classement général.
Sur Durango-Durango Emakumeen Saria, à dix kilomètres de la ligne, Pauliena Rooijakkers part seule et n'est plus reprise.
Au Tour de Burgos, Soraya Paladin est cinquième du sprint de la première étape. Sur la troisième étape, l'Alto Retuerta permet aux favorites de s'isoler. Katarzyna Niewiadoma est cinquième. Elle conclut l'épreuve à la onzième place. À RideLondon-Classique, l'équipe ne pèse pas sur la course.
Au Festival Elsy Jacobs, Lisa Klein est cinquième du prologue. Le lendemain, dans la montée finale, Pauliena Rooijakkers se classe quatrième. Dans la dernière étape, elle, ainsi que Mikayla Harvey, tentent de partir, mais le peloton est vigilant. Mikayla Harvey est neuvième du classement général.

### Juin

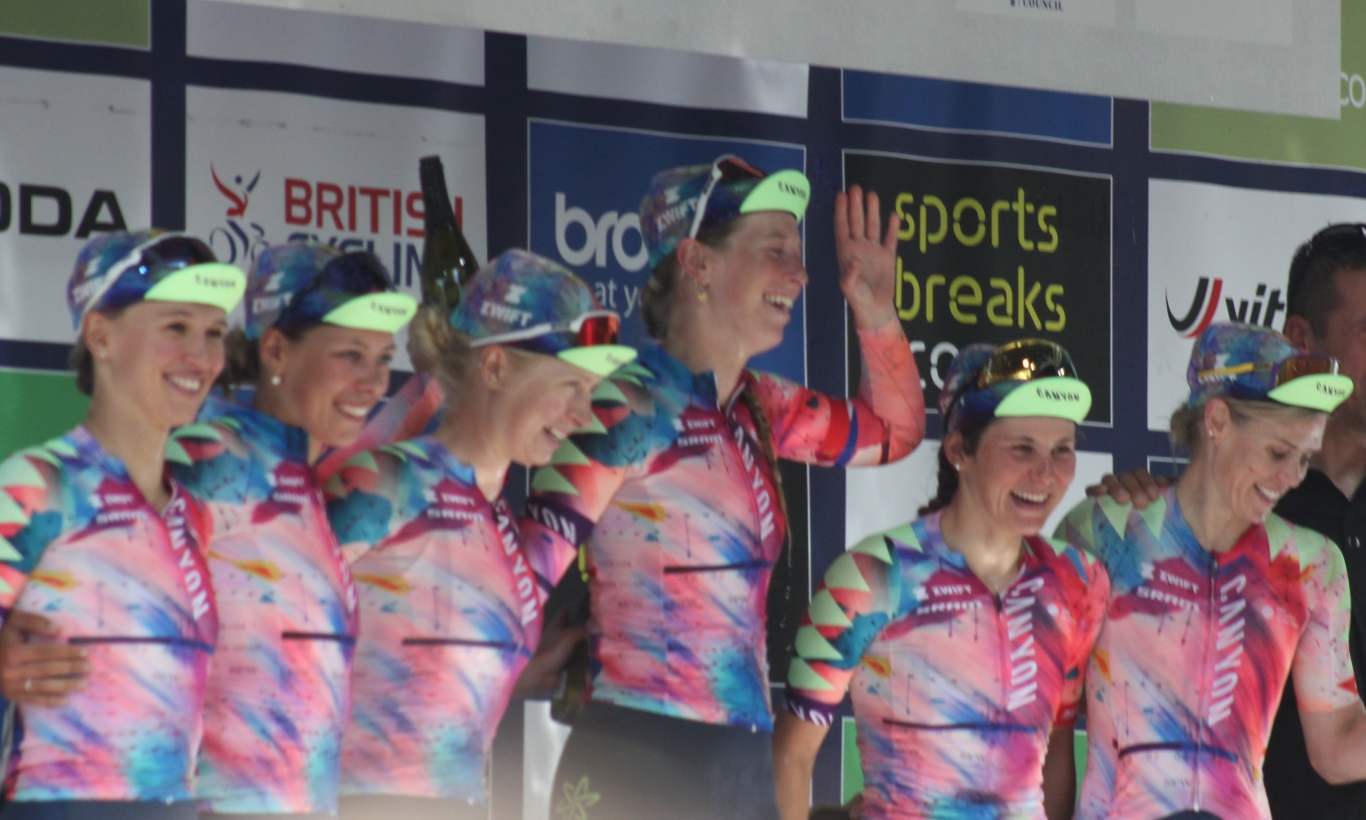
Équipe au Women's Tour.

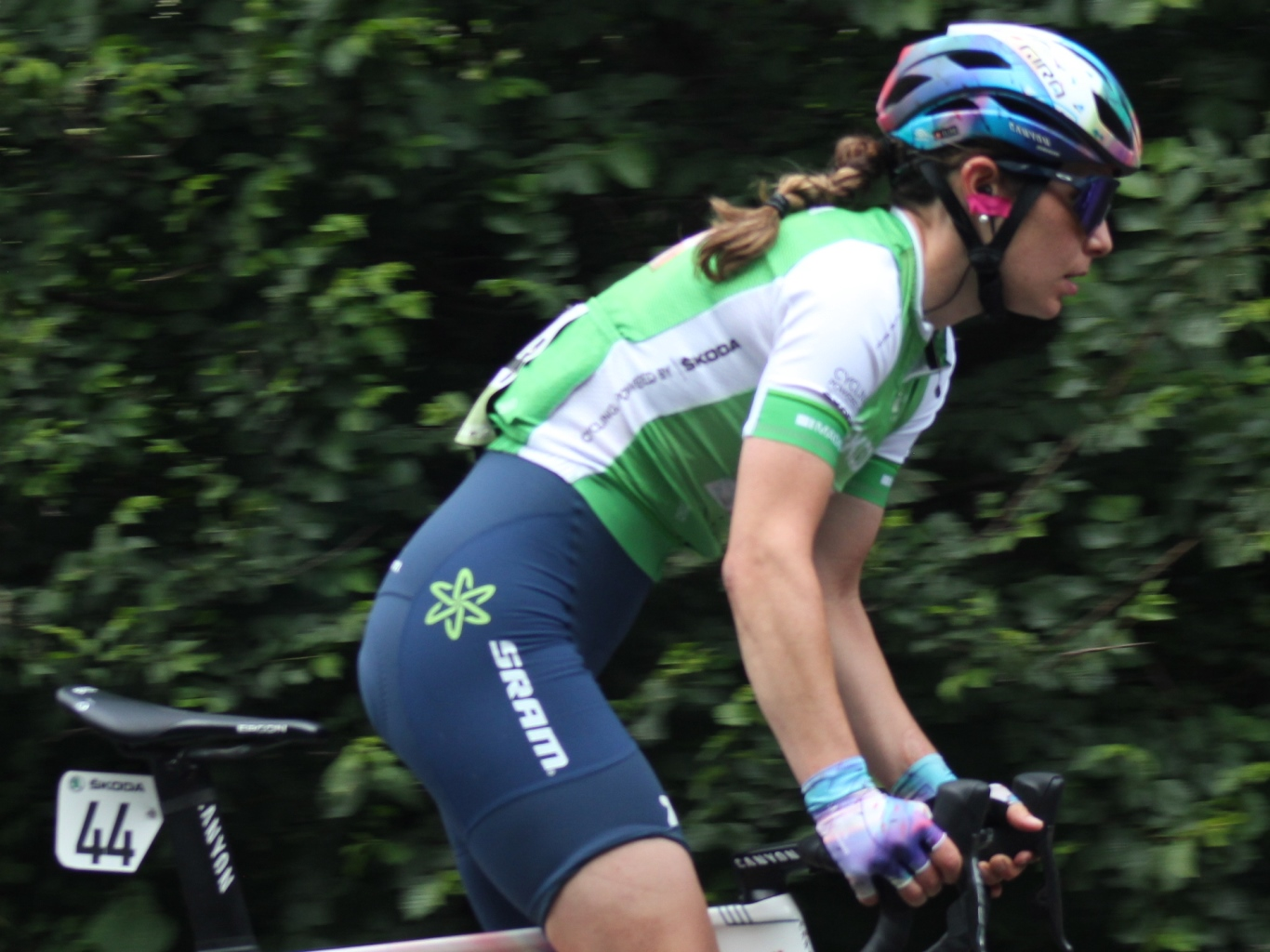
Élise Chabbey sur la sixième étape du Women's Tour.

Au Women's Tour, Alice Barnes est cinquième du sprint de la première étape. Le lendemain, Shari Bossuyt est troisième de l'emballage final. Sur la troisième étape, dans la montée de Cinderford, Katarzyna Niewiadoma attaque et emmène avec elle d'autres favorites dont Elise Chabbey, Elles sont reprises dans les dix derniers kilomètres. Au sprint, Shari Bossuyt est quatrième. Sur la quatrième étape, dans la côte d'Hirnant Bank, six favorites dont Niewiadoma et Chabbey se détachent. À cinq kilomètres de l'arrivée, Brown attaque. Niewiadoma et Longo Borghini partent en chasse. Elles reviennent à deux kilomètres et demi de la ligne. Katarzyna Niewiadoma est deuxième du sprint. Dans l'étape reine vers la Black Mountain, Mikayla Harvey fait partie de l'échappée. Le vent de face a un effet dissuasif sur les attaques dans cette ascension régulière. Les attaques se multiplient cependant dans les deux derniers kilomètres. Niewiadoma finit deuxième derrière Longo Borghini. Dans la dernière étape, Katarzyna Niewiadoma conserve sa troisième place au classement général.
Au Tour de Suisse, sur la première étape, un trio de tête avec Lucinda Brand, Clara Koppenburg et Pauliena Rooijakkers se forme à vingt-sept kilomètres de la ligne. Cette dernière est troisième de l'étape. Lisa Klein est cinquième du contre-la-montre le lendemain, Pauliena Rooijakkers est septième et Sarah Roy huitième. Dans l'arrivée en côte de la troisième étape, Soraya Paladin prend la cinquième place. Dans la dernière étape, Lucinda Brand part seule. Derrière, Faulkner et Rooijakkers ne ménagent pas leurs efforts. Cette dernière est cinquième de l'étape et se classe ainsi troisième du classement général.

### Juillet

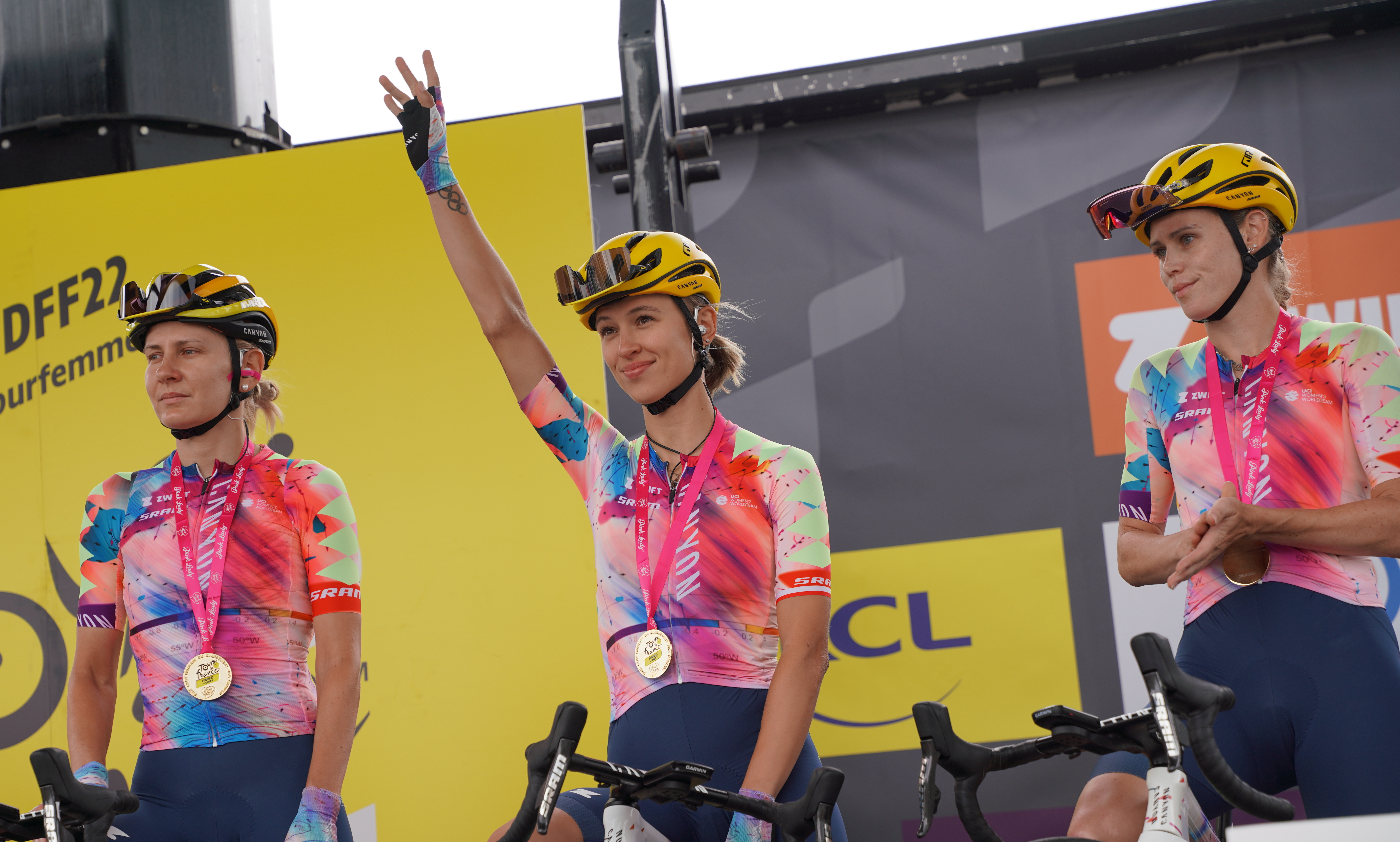
Équipe au Tour de France Femmes 2022.

Au Tour d'Italie, sur la septième étape, Mikayla Harvey fait partie du groupe d'échappée. Elle ne peut suivre l'accélération de Juliette Labous à sept kilomètres et demi du sommet. Le lendemain, Neve Bradbury est la dernière à pouvoir suivre Van Vleuten, Cavalli, Garcia dans l'ultime difficulté avant d'être distancée. Elle prend la neuvième place.
Au Tour de France, sur la deuxième étape, à l'approche du sprint intermédiaire de Provins, Maike van der Duin s'échappe seule. Elle est rapidement rejointe par d'autres favorites dont Katarzyna Niewiadoma. Elles se disputent la victoire et Niewiadoma est troisième. Le lendemain, les favorites se détachent dans le final difficile, Katarzyna Niewiadoma lance le sprint de loin, mais est dépassée par la suite. Elle se classe septième. Lors de la quatrième étape, Marlen Reusser sort à vingt-trois kilomètres de l'arrivée. Évita Muzic, Veronica Ewers et Alena Amialiusik partent en poursuite, mais ne peuvent effectuer la jonction.  Amialiusik prend la troisième place. Sur la sixième étape, Tiffany Cromwell fait partie de l'échappée. Elle est reprise néanmoins par le peloton. Katarzyna Niewiadoma est septième. Dans la montagneuse septième étape, Annemiek van Vleuten accélère dès le premier col. Katarzyna Niewiadoma fait partie du groupe des favorites en chasse derrière la Néerlandaise, Demi Vollering et Elisa Longo Borghini. Elle est cinquième de l'étape à plus de cinq minutes de Van Vleuten. Elle prend la troisième place du classement général. Dans la dernière étape, Van Vleuten et Vollering distancent leurs adversaires dans la dernière ascension. Niewiadoma parvient à conserver sa troisième place au général. 

### Août
La formation prend la sixième place du Contre-la-montre par équipes de l'Open de Suède Vårgårda et la dixième place de la course en ligne avec Shari Bossuyt,.
Au Tour de Scandinavie, Shari Bossuyt est troisième du sprint de première étape. Lors de la troisième étape, Alice Barnes attaque à quatre tours de la ligne. Elle est reprise peu après l'entame du dernier tour. Shari Bossuyt est troisième du sprint. Le lendemain, Alice Barnes attaque avec Alexandra Manly à onze kilomètres du but. Anouska Koster, Chloe Hosking, Laura Tomasi et Neve Bradbury reviennent sur la tête à trois kilomètres et demi de l'arrivée. Au sprint, Alice Barnes est quatrième. Dans la cinquième étape, à trois kilomètres de l'arrivée, Neve Bradbury passe à l'offensive. Elle est néanmoins reprise et se classe dixième. Shari Bossuyt est seconde la dernière étape au sprint derrière Marianne Vos. Neve Bradbury est cinquième du classement général et meilleure jeune.
Aux championnats d'Europe sur piste, Lisa Klein remporte la poursuite par équipes avec l'Allemagne. 
Au Grand Prix de Plouay, dans la dernière côte avant le circuit final, le Stang Varric, Mavi Garcia et Amber Kraak attaquent. À trente-et-un kilomètres du but, elles sont rejointes par neuf autres coureuses dont Elise Chabbey. Aux dix kilomètres, Mavi Garcia accélère dans la côte de Rostervel. Chabbey, Sanguineti, Kraak, Brown, Vas parviennent à la suivre, Labous revient ensuite. Le reste du groupe refait la jonction au pied de la côte du Lezot. Kraak y attaque. Mavi Garcia contre. Chabbey, Kraak et Sanguineti sont dans sa roue. Un regroupement partiel a lieu. Dans la côte de Kerscoulic, Chabbey et Brown tentent de nouveau, mais sans succès. Garcia et Kraak sortent dans le final et se disputent la victoire. Chabbey est sixième.

### Septembre
Au Simac Ladies Tour, Alice Barnes est huitième du contre-la-montre de la cinquième étape.
Au Ceratizit Challenge by La Vuelta, Canyon-Sram est septième du contre-la-montre par équipes inaugural. Dans l'étape reine, Katarzyna Niewiadoma prend la sixième place. Lors de la troisième étape, Katarzyna Niewiadoma tente de sortir dans l'ascension du Hoces de Bárcena. Aux dix kilomètres, Elise Chabbey contre. Grace Brown l'accompagne également. Ce duo n'est plus repris. Au sprint, Brown devance Chabbey.
Aux championnats du monde, dans le relais mixte, Elise Chabbey gagne l'or avec l'équipe de Suisse. Sarah Roy est troisième avec l'Australie. Sur la course en ligne, à 25 kilomètres du terme, l'Italienne Elisa Longo Borghini et l'Allemande Liane Lippert s'échappent lors de l'avant-dernière montée du Mount Pleasant. Elles sont poursuivies par la Danoise Cecilie Uttrup Ludwig, la Polonaise Katarzyna Niewiadoma et la Sud-Africaine Ashleigh Moolman qui finissent par revenir sur le duo de tête cinq kilomètres plus loin. Mais les cinq coureuses sont reprises par le peloton. Dans l'ultime ascension du Mount Pleasant. Et ce sont les cinq mêmes coureuses qui avaient fait la course en tête lors du tour précédent qui se retrouvent de nouveau au devant. L'entente dans ce groupe n'est toutefois pas optimale. Ce qui permet le retour de cinq adversaires un peu avant la flamme rouge. Katarzyna Niewiadoma se classe huitième.

### Octobre
Au Tour de Romandie, Soraya Paladin est quatrième et Elise Chabbey sixième du sprint d'un groupe réduit sur la première étape. Le lendemain, à vingt-quatre kilomètres de l'arrivée, Marlen Reusser, Soraya Paladin et Arlenis Sierra attaquent. Elles restent en tête jusqu'au début de la dernière ascension. Lors de l'ultime étape, Soraya Paladin est cinquième.
Aux championnats du monde sur piste, Shari Bossuyt gagne la course à l'américaine en duo avec Lotte Kopecky.

## Victoires

### Sur route
| Victoires | Victoires                       | Victoires | Victoires | Victoires            | Victoires |
| Date      | Course                          | Pays      | Classe    | Vainqueur            |           |
| --------- | ------------------------------- | --------- | --------- | -------------------- | --------- |
| 17 mai    | Durango-Durango Emakumeen Saria | Espagne   | 1.1       | Pauliena Rooijakkers |           |

### Sur piste
| Date       | Course                                           | Pays   | Classe | Vainqueur     |
| ---------- | ------------------------------------------------ | ------ | ------ | ------------- |
| 16 octobre | Championnat du monde de la course à l'américaine | France | CDM    | Shari Bossuyt |

### Résultats sur les courses majeures

#### World Tour
| Date                | #  | Course                                                   | Pays        | Meilleure classée    | Classement |
| ------------------- | -- | -------------------------------------------------------- | ----------- | -------------------- | ---------- |
| 5 mars              | 1  | Strade Bianche                                           | Italie      | Katarzyna Niewiadoma | 4e         |
| 12 mars             | 2  | Tour de Drenthe                                          | Pays-Bas    | Alice Barnes         | 6e         |
| 20 mars             | 3  | Trofeo Alfredo Binda-Comune di Cittiglio                 | Italie      | Soraya Paladin       | 3e         |
| 24 mars             | 4  | Trois Jours de La Panne                                  | Belgique    | Alice Barnes         | 8e         |
| 27 mars             | 5  | Gand-Wevelgem                                            | Belgique    | Shari Bossuyt        | 24e        |
| 3 avril             | 6  | Tour des Flandres                                        | Belgique    | Katarzyna Niewiadoma | 8e         |
| 10 avril            | 7  | Amstel Gold Race                                         | Pays-Bas    | Katarzyna Niewiadoma | 5e         |
| 16 avril            | 8  | Paris-Roubaix                                            | France      | Elise Chabbey        | 4e         |
| 20 avril            | 9  | Flèche wallonne                                          | Belgique    | Pauliena Rooijakkers | 11e        |
| 24 avril            | 10 | Liège-Bastogne-Liège                                     | Belgique    | Katarzyna Niewiadoma | 9e         |
| 13-15 mai           | 11 | Classique de Saint-Sébastien                             | Espagne     | Pauliena Rooijakkers | 2e         |
| 19-22 mai           | 12 | Tour de Burgos                                           | Espagne     | Katarzyna Niewiadoma | 11e        |
| 27-29 mai           | 13 | RideLondon-Classique                                     | Royaume-Uni | Katarzyna Niewiadoma | 19e        |
| 6-11 juin           | 14 | The Women's Tour                                         | Royaume-Uni | Katarzyna Niewiadoma | 3e         |
| 1-10 juillet        | 15 | Tour d'Italie                                            | Italie      | Neve Bradbury        | 10e        |
| 24-31 juillet       | 16 | Tour de France                                           | France      | Katarzyna Niewiadoma | 3e         |
| 6 août              | 17 | Contre-la-montre par équipes de l'Open de Suède Vårgårda | Suède       | Canyon-SRAM          | 6e         |
| 7 août              | 18 | Open de Suède Vårgårda                                   | Suède       | Shari Bossuyt        | 10e        |
| 9-14 août           | 19 | Tour de Scandinavie                                      | Norvège     | Neve Bradbury        | 5e         |
| 27 août             | 20 | Grand Prix de Plouay                                     | France      | Elise Chabbey        | 6e         |
| 30 août-4 septembre | 21 | Simac Ladies Tour                                        | Pays-Bas    | Soraya Paladin       | 12e        |
| 7-11 septembre      | 22 | Ceratizit Challenge by La Vuelta                         | Espagne     | Elise Chabbey        | 9e         |
| 7-9 octobre         | 23 | Tour de Romandie                                         | Suisse      | Elise Chabbey        | 11e        |

Katarzyna Niewiadoma est onzième du classement individuel. Canyon-SRAM est sixième du classement par équipes.

#### Grands tours
| Grand tour            | Tour d'Italie       | Tour de France            |
| --------------------- | ------------------- | ------------------------- |
| Coureuse (classement) | Neve Bradbury (10e) | Katarzyna Niewiadoma (3e) |
| Accessits             | -                   | Meilleure équipe          |

## Classement mondial
| Classement UCI | Classement UCI       | Classement UCI   | Classement UCI |
| Coureuse       | Coureuse             | Pays             | Points         |
| -------------- | -------------------- | ---------------- | -------------- |
| 13e            | Katarzyna Niewiadoma | Pologne          | 1900.5 pts     |
| 17e            | Elise Chabbey        | Suisse           | 1802.5 pts     |
| 29e            | Pauliena Rooijakkers | Pays-Bas         | 993.5 pts      |
| 47e            | Shari Bossuyt        | Belgique         | 685 pts        |
| 48e            | Soraya Paladin       | Italie           | 679 pts        |
| 74e            | Alice Barnes         | Royaume-Uni      | 437 pts        |
| 84e            | Neve Bradbury        | Australie        | 378 pts        |
| 132e           | Sarah Roy            | Australie        | 236.17 pts     |
| 191e           | Mikayla Harvey       | Nouvelle-Zélande | 156.5 pts      |
| 200e           | Alena Amialiusik     | Biélorussie      | 148.5 pts      |
| 285e           | Lisa Klein           | Allemagne        | 95 pts         |
| 308e           | Tiffany Cromwell     | Australie        | 88 pts         |
| 478e           | Ella Harris          | Nouvelle-Zélande | 51 pts         |
| 625e           | Maud Oudeman         | Pays-Bas         | 31 pts         |
| 1155e          | Chloé Dygert         | États-Unis       | 3 pts          |

Canyon-SRAM est sixième du classement par équipes.